# Stenochrus lanceolatus
Stenochrus lanceolatus är en spindeldjursart som först beskrevs av Verner Hawsbrook Rowland 1975.  Stenochrus lanceolatus ingår i släktet Stenochrus och familjen Hubbardiidae. Inga underarter finns listade i Catalogue of Life.